# 宮本琉成
宮本 琉成（みやもと りゅうせい、2010年12月2日 - ）は、日本の子役。千葉県出身。スターダストプロモーション制作1部所属。

## 人物
- 趣味：ゲーム、釣り、折り紙、料理
- 特技：ダンス（5歳～）、サッカー（4歳～）、ポケモンについて語る（2歳～）

## 出演
太字は主演、もしくは、メインキャラクター。

### テレビドラマ
- ニッポンノワール-刑事Yの反乱- 第1話（2019年10月13日、日本テレビ）[3]
- 仮面ライダーセイバー（2020年9月6日 - 2021年8月29日、テレビ朝日）- 富加宮賢人[注 1]（幼少期）役
- 夫婦が壊れるとき（2023年4月8日 - 7月1日、日本テレビ 金曜ドラマDEEP[注 2]）- 真壁凪 役[4][5]
- 夫婦が壊れるとき スピンオフドラマ[注 3] 第1話(夫の携帯が怪しいとき)（2023年4月8日 - 配信、TVer）- 真壁凪 役[6]

### 映画
- きみの瞳が問いかけている[注 4]（2020年10月23日 -公開、東宝）- 篠崎塁[注 5]（幼少期）役[7]
- ちひろさん（2023年2月23日-公開、Netflix）- 小学生 役

### テレビ番組
- おはスタ (2024年4月1日 - 、テレビ東京)

### CM
- ANA SUPER VALUE（2021年3月 - 9月）
- スマイルゼミ（2021年11月18日 -）
- 仮面ライダーバトル ガンバレジェンズ（2023年3月5日、BANDAI）